# Miracolo del marito geloso

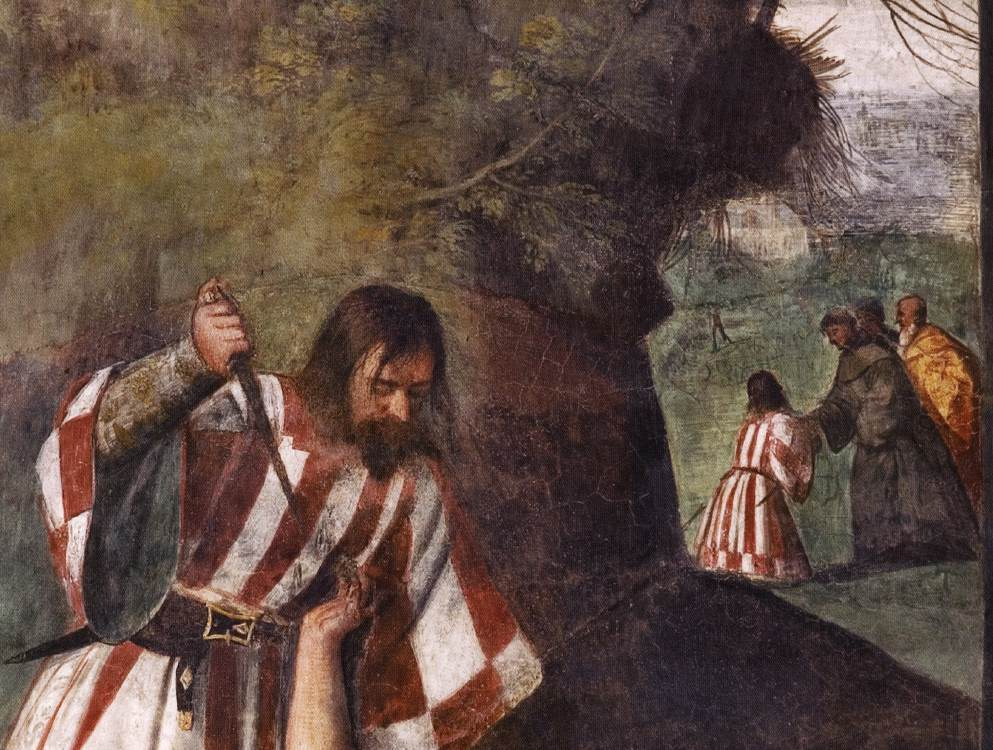
Dettaglio

Il Miracolo del marito geloso è un affresco (340x207 cm) di Tiziano, databile al 1511 e facente parte del ciclo dei Miracoli di sant'Antonio da Padova nella Scuola del Santo a Padova.

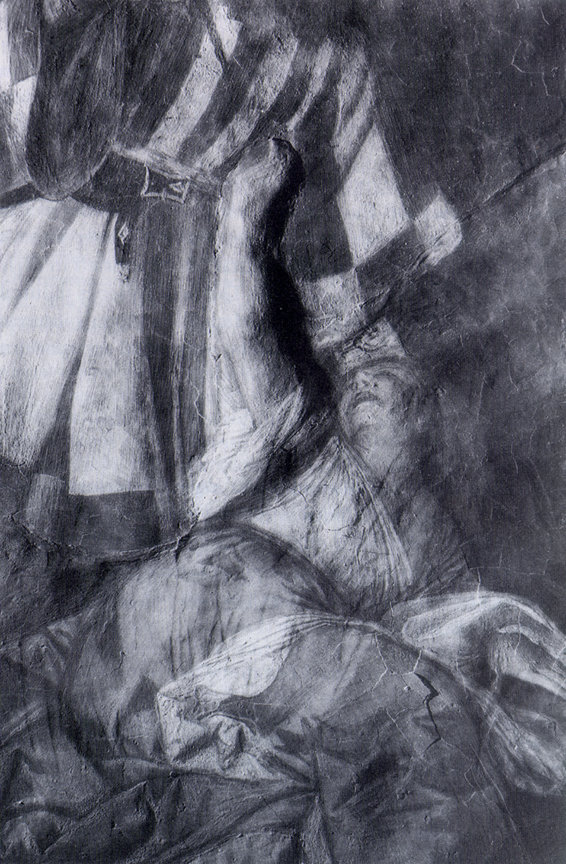
Miracolo del marito geloso, affresco, dettaglio, fotografato a luce radente

## Storia
In fuga dalla peste che imperversava a Venezia, in cui morì anche Giorgione, Tiziano si rifugiò a Padova nel 1511, dove ricevette l'incarico di compiere tre grandi affreschi nella sala principale della Scuola del Santo, un luogo di riunione nelle immediate vicinanze della basilica del Santo. L'artista, poco più che ventenne, fu uno dei primi a lavorare al ciclo, che vide l'impegno di numerosi artisti veneti. Il lavoro è dettagliatamente documentato, primo nella carriera dell'artista, e si conoscono i tempi e i compensi dell'esecuzione. Il contratto, per tre affreschi, risale al dicembre 1510 e l'esecuzione venne avviata nell'aprile successivo, mentre il saldo finale, a opera compiuta, è datato al 2 dicembre 1511.
Inoltre grazie ai restauri, si hanno anche numerose notizie di carattere tecnico.

## Descrizione e stile
L'affresco mostra la vicenda di una donna, ingiustamente accusata di adulterio, che viene accoltellata dal marito geloso; quando l'uomo scopre la verità, chiede perdono a sant'Antonio il quale resuscita la donna. L'opera mostra nei paesaggi un tono idilliaco, vicino a quello espresso nei dipinti di Giorgione, che però contrasta con il fulcro della scena: l'atto dell'omicidio, dove in una visione drammatica un uomo pugnala a morte una donna accasciata a terra, già ferita. La posa della donna pugnalata è di estrema complessità, ma riesce ad esprimere in maniera travolgente la drammaticità dell'avvenimento. Nell'ampia veste della donna si ha una saldezza plastica nuova, evidenziata anche dalla tinta brillante della sottana, mentre nelle gambe che scalciano, perfettamente scorciate, si coglie tutta la concitazione della scena.
Sorprendentemente, un attento esame della descrizione pittorica dell'affresco rivela un passaggio in cui il volume è in realtà scolpito dal giovane Tiziano, a rilievo, piuttosto che descritto illusionisticamente. Chiaramente visibile in una fotografia scattata in luce radente, il braccio destro della figura della sposa è modellato da una concrezione dell'intonaco fino a cinque cm dalla superficie della parete, tanto da provocare una vera ombra nei suoi dintorni. Oltre a descrivere il volume della parte cilindrica del braccio, la modellazione dettaglia anche il leggero rigonfiamento delle ossa del gomito e del polso.
L'attenta osservazione di questa zona dell'affresco non rivela alcuna sutura nell'intonaco là dove il braccio incontra il tronco, indicando che il braccio modellato in tre dimensioni e la testa e il tronco della figura costituiscono uno strato continuo di intonaco applicato in una giornata.
Dietro lo sperone di roccia si svolge la seconda parte dell'episodio, posta volutamente in secondo piano; il marito implora perdono al santo, in un momento che assume appunto un'importanza minore nel dipinto. La vistosa veste dell'uomo rende estremamente esplicito lo svolgersi della scena con la doppia rappresentazione. L'effetto è altamente realistico e credibile, privo di riferimenti artificiosi all'evento miracoloso, come apparizioni divine o soprannaturali, in accordo con il programma che doveva essere stato concordato con l'arciconfraternita.
Il distacco da Giorgione è dato dall'immediatezza narrativa, dalla drammaticità accesa e da una scelta cromatica molto più incisiva, abbandonando i toni più leggeri ed evanescenti. La descrizione della natura però, con i valori atmosferici e la dolcezza tonale, deriva dal modello giorgionesco ed è qui raffigurata tra le prime volte in affresco.